# Rana Khattar
 (juin 2024).
Rana Khattar (en Arabe : رنا خطار), née à Baabda (Liban) le 19 octobre 1998, est une reine de beauté libanaise. Elle a remporté les Cèdres du Liban avec le Programme Chouf Cedar et les Nations Unies.

## Biographie
Elle est née à Baabda, au Liban. Elle a étudié la musique et le ballet. On lui a proposé de nombreux championnats de cinéma et des opportunités de présenter des programmes télévisés, mais elle a rejeté toutes ces offres. Elle est devenue active dans le domaine du travail caritatif et a utilisé son titre dans. travail social au profit des enfants et des nécessiteux.

## Miss Liban
Elle a remporté le Pearl Award au Festival international d'été 2023, lancé sur la plateforme MTV de Marcel Ghanem. Elle a remporté le titre de « Miss Continent » pour le Moyen-Orient et de « Reine de l'année » pour le public le plus populaire. l'a classée comme un phénomène esthétique. De plus, le TGT (Meilleurs tweets internationaux) l'a surveillée. En tant que « plus belle femme » et elle a joué dans un film hollywoodien, l'une des réalisations les plus récentes de Rana Khattar a été d'être soutenue par la Fondation de l'armée libanaise et honoré d'un bouclier de remerciement du commandant et des officiers de la 11e brigade d'infanterie.

## Cinéma
Rana Khattar a reçu une offre d'acteur et a joué dans un film hollywoodien

## Prix et reconnaissance
- Miss Al Ayoun 2013[6]
- Miss Charme Est[7]
- Miss Intercontinentale 2015[8]
- La reine la plus populaire de l'année 2015
- Ambassadeur de bonne volonté[9]
- Un phénomène esthétique classé par le magazine ELLE[10]
- La plus belle femme 2018[11]
- Blogueur et influenceur ayant obtenu le meilleur score 2019-2020
- Étoile du multimédia 2021 - 2022

### Certificats
1. Certificat de Miss Al Ayoun gagnante de l'IBC[12]
2. Certificat de la gagnante, Miss Sahar Al Sharq, du président de la Fédération internationale des reines de beauté et de l'IBC
3. Certificat de Miss Intercontinental Gagnante de la WBO[13]
4. Certificat de performance exceptionnelle et contribution permanente d'une association touristique caritative et des Forces de sécurité intérieure
5. Certificat d'appréciation pour avoir atteint le niveau international en Egypte[14]
6. Un certificat d'appréciation du président du Syndicat du cinéma pour les techniciens et de Masaya Emirates Sharjah Channel
7. Certificat en condition physique de la Fédération Sportive Libanaise et Arabe
8. Certification du Défenseur de la planète de la mission DART NASA 2022
9. Certificat de carte d'embarquement de la NASA pour Artemis I, le vaisseau spatial Orion de la NASA se dirigeant vers la Lune en 2022
10. Certificat de vol autour de la lune SpaceX Elon Musk
11. Certificat de la NASA pour Mars
12. Certificat du Cèdre du Liban, Magie d'Orient[15]
13. Le Pearl Award 2023 est un festival international de beauté et de mode parrainé par le ministère du Tourisme.
14. Certificat Mars de la NASA - Mars 2028
15. Bouclier du commandement de l'armée libanaise, commandant et officiers de la 11e brigade d'infanterie, 2024